# باغ استخوان‌ها (بازی تاج‌وتخت)
«باغ استخوان‌ها» (انگلیسی: Garden of Bones) قسمت چهارم از فصل دومِ مجموعهٔ تلویزیونیِ خیال‌پردازانهٔ بازی تاج‌وتخت و قسمت ۱۴ از کلِ این سریال است.
فیلم‌نامه‌نویس این قسمت ونسا تیلور و کارگردان آن دیوید پترارکا است. تعداد بینندگان نخستین پخش این قسمت برای چهارمین هفته متوالی ثابت ماند و به ۳.۷ میلیون نفر رسید. در بریتانیا، این قسمت توسط ۰.۸ میلیون نفر از طریق شبکه اسکای آتلانتیک تماشا شد و به پربیننده‌ترین برنامه این شبکه در آن هفته تبدیل شد.
عنوان سریال اشاره به عبارتی است که جورا مورمنت برای توصیف زمین‌های خارج شهر «کارث» به‌کار می‌برد. هنگامی که از او دربارهٔ این شهر سؤال می‌کنند، پاسخ می‌دهد: «زمین‌ها و صحرای بیرون دیوارهای شهر کارث همچون باغی از استخوان و پیکر مردگان است و هر بار که دروازه‌های این شهر به روز مسافران بسته می‌شود، این باغ شکوفاتر می‌گردد.» معاملات و مذاکرات دنریس تارگرین برای ورود به این شهر، یکی از موضوع‌های اصلی این قسمت از سریال است.